# Rottrevore
Rottrevore je americká deathmetalová kapela z města Belle Vernon v Pensylvánii založená v roce 1989. Mezi zakládající členy patřili Chris Free (baskytara), Chris Weber (vokály, kytara) a Mark Maestro (vokály, kytara). Jejich styl lze přirovnat k tvorbě kapel Uncanny či Wombbath.
Debutové a dosud (k r. 2024) jediné studiové album vyšlo roku 1993 a nese název Iniquitous.

## Diskografie
Demo nahrávky
- The Epitome of Pantalgia (1990)
- Blind Sided Attack (2012)

Studiová alba
- Iniquitous (1993)

EP
- Copulation of the Virtuous and Vicious (1991)
- Fornication in Delirium (1992)
- Hung by the Eyesockets (2013)

Kompilační alba
- Disembodied (2005)

Various Artists kompilace
- Relapse Singles Series Vol. 3 (2004) – VA kompilační CD firmy Relapse Records s kapelami Rottrevore, Repulsion, Monstrosity a Incantation
- The Screams of Death Shriek Vol. I (2012)